# Последний человек на Земле (телесериал)
«После́дний челове́к на Земле́» (англ. The Last Man on Earth) — американский постапокалиптический комедийный телесериал, созданный Уиллом Форте. Сериал стартовал на Fox 1 марта 2015 года. Пилотная серия была снята Филом Лордом и Кристофером Миллером по сценарию Уилла Форте.
10 мая 2018 года Fox закрыл сериал после четвёртого сезона.

## Сюжет
Уже год, как Фил Миллер, 42-летний рядовой сотрудник банка колесит по США, пытаясь найти хоть какие-то признаки человеческой жизни после пандемии некоего вируса, уничтожившего, по-видимому, всех людей на Земле, включая его семью и сотрудников банка, где он работал. В надежде, что живые всё-таки где-то есть, Фил оставлял надпись на биллбордах — «Alive in Tucson» (В Тусоне есть живые). Посетив все штаты, и так никого не обнаружив, Фил возвращается в свой родной город — Тусон (Аризона). Однако постепенно выживших появляется всё больше…

## Актёры и персонажи
= Главная роль в сезоне
     = Второстепенная роль в сезоне
     = Гостевая роль в сезоне
     = Не появляется

### Основной состав
| Уилл Форте        | Фил «Тэнди» Миллер | 13 | 18 | 17 | 18 | 66 |
| Кристен Шаал      | Кэрол Пилбежиен    | 13 | 17 | 18 | 17 | 65 |
| Дженьюари Джонс   | Мелисса Шарт       | 11 | 16 | 17 | 17 | 61 |
| Мел Родригес      | Тодд Родригез      | 9  | 16 | 18 | 18 | 61 |
| Клеопатра Коулмэн | Эрика Данди        | 5  | 16 | 18 | 17 | 56 |
| Мэри Стинберджен  | Гейл Клостерман    | 5  | 16 | 17 | 17 | 55 |
| Всего эпизодов    | Всего эпизодов     | 13 | 18 | 18 | 18 | 67 |

### Второстепенный состав
| Борис Коджо      | Фил «Стэйси» Миллер | 3  | 9  |    |    | 12 |
| Джейсон Судейкис | Майк Миллер         | 1  | 11 |    | 4  | 16 |
| Марк Бун Джуниор | Пэт Браун           |    | 2  | 3  | 1  | 6  |
| Кеннет Чой       | Льюис               |    |    | 10 |    | 10 |
| Кристен Уиг      | Памела Бринтон      |    |    | 2  | 3  | 5  |
| Кит Л. Уильямс   | Джаспер             |    |    | 6  | 11 | 17 |
| Крис Эллиотт     | Глен                |    |    |    | 2  | 2  |
| Фред Армисен     | Карл Коупертвейт    |    |    |    | 4  | 4  |
| Всего эпизодов   | Всего эпизодов      | 13 | 18 | 18 | 18 | 67 |

## Эпизоды
| Сезон | Сезон | Эпизоды | Оригинальная дата показа | Оригинальная дата показа |
| Сезон | Сезон | Эпизоды | Премьера сезона          | Финал сезона             |
| ----- | ----- | ------- | ------------------------ | ------------------------ |
|       | 1     | 13      | 1 марта 2015             | 3 мая 2015               |
|       | 2     | 18      | 27 сентября 2015         | 15 мая 2016              |
|       | 3     | 18      | 25 сентября 2016         | 7 мая 2017               |
|       | 4     | 18      | 1 октября 2017           | 6 мая 2018               |

## Отзывы критиков
Телесериал получил в основном положительные отзывы. На агрегаторе рецензий Rotten Tomatoes рейтинг одобрения составляет 84 %, а на Metacritic 72 %.

## Награды и номинации
- 2015 — 4 номинации на премию «Эмми»: лучший актёр в комедийном сериале (Уилл Форте), лучшая режиссура для комедийного сериала (Фил Лорд и Кристофер Миллер, за серию «Alive in Tucson»), лучший сценарий для комедийного сериала (Уилл Форте, за серию «Alive in Tucson»), лучший монтаж для комедийного сериала (Стейси Шрёдер, за серию «Alive in Tucson»).
- 2015 — номинация на премию «Выбор телевизионных критиков» в категории «лучший актёр в комедийном сериале» (Уилл Форте).
- 2016 — номинация на премию «Спутник» в категории «лучший актёр в телесериале — комедия или мюзикл» (Уилл Форте).
- 2016 — номинация на премию Гильдии сценаристов США за лучший новый сериал.
- 2016 — номинация на премию «Эмми» в категории «лучший актёр в комедийном сериале» (Уилл Форте).
- 2016 — две номинации на премию «Выбор телевизионных критиков»: лучший комедийный сериал, лучший актёр в комедийном сериале (Уилл Форте).
- 2017 — номинация на премию «Спутник» в категории «лучший актёр в телесериале — комедия или мюзикл» (Уилл Форте).
- 2018 — номинация на премию «Молодой актёр» за лучшую роль в телесериале (Кит Уильямс).